# Hideyoshi Obata
Hideyoshi Obata (小畑英良?, Obata Hideyoshi; Prefettura di Osaka, 2 aprile 1890 – Guam, 11 agosto 1944) è stato un generale giapponese.
Arruolatosi in cavalleria nel 1911, ricoprì vari incarichi di stato maggiore, comando e addestramento nel corso degli anni trenta distinguendosi per capacità. Nel 1940 fu posto a capo di un gruppo aereo che condusse nelle prime fasi della guerra nel Pacifico nelle Filippine e in Birmania. Ufficiale stimato anche dai colleghi della marina, nel febbraio 1944 ricevette il comando della 31ª Armata in difesa delle Isole Marianne, che fu per lo più distrutta nelle feroci battaglie insulari durate dal giugno all'agosto 1944. Si suicidò nelle ultime ore della battaglia su Guam, dove aveva stabilito il proprio quartier generale.

## Biografia

### Inizi della carriera
Hideyoshi Obata nacque il 2 aprile 1890 nella Prefettura di Osaka. Nel 1911 si guadagnò il brevetto da ufficiale ed entrò nell'arma della cavalleria dell'esercito imperiale giapponese.

### Gli anni trenta
Il 1º settembre 1934 fu nominato capo dell'8ª sezione dell'ufficio 4 appartenente allo stato maggiore generale, dedicato all'addestramento delle truppe. Il 2 dicembre 1935 fu promosso al rango di colonnello e quindi trasferito al comando del 14º Reggimento di cavalleria; mantenne tale incarico fino al 2 agosto 1937, quando fu distaccato presso il comando del 2º Gruppo aereo: infatti le forze armate del Giappone non avevano un'aviazione indipendente, bensì l'esercito e la marina possedevano ciascuno il rispettivo servizio aereo. Già il 1º novembre venne eletto direttore della scuola d'aviazione dell'esercito situata ad Akeno; il 20 marzo 1938 avanzò al grado di generale di brigata e il 15 luglio dello stesso anno divenne il comandante della scuola. Il 24 settembre 1940 fu riassegnato al servizio aereo dell'esercito e il 2 dicembre ricevette la promozione a generale di divisione. Quello stesso giorno fu inoltre posto al comando del 5º Gruppo aereo stanziato sull'isola di Formosa.

### La guerra e la morte
Circa un anno dopo l'impero giapponese entrò nella seconda guerra mondiale con l'improvviso attacco di Pearl Harbor del 7 dicembre 1941, dando al contempo avvio alla conquista delle colonie americane ed europee nell'Oceano Pacifico occidentale. Il 5º Gruppo aereo era responsabile delle operazioni nelle Filippine e in Birmania, nella quale il tenente generale Obata lanciò il primo raid il 31 dicembre 1941. Restò al comando del reparto fino al 15 aprile 1942, quando fu elevato al comando della 5ª Divisione aerea, incarico che mantenne per oltre un anno. Il 1º maggio 1943, mentre la guerra in Estremo Oriente si sviluppava sfavorevolmente per il Giappone, fu promosso comandante della 3ª Armata aerea stanziata nelle Isole Marianne; poi il 7 dicembre fu richiamato a Tokyo e integrato nello stato maggiore generale dell'esercito.
Il 18 febbraio o il 25 febbraio 1944 a Obata fu affidato il comando della 31ª Armata: dislocata nell'Area del Pacifico Centrale a protezione delle isole Marianne, era composta dalla 29ª e 52ª Divisioni (la quale ultima formazione rimase tuttavia a Truk nelle isole Caroline) ed era incaricata della difesa delle Marianne, delle Bonin più a nord e delle Palau a sud, vicino alle Filippine. Stabilito il proprio quartier generale sull'isola di Saipan, egli fece subito presente al viceammiraglio Chūichi Nagumo, comandante delle forze navali nelle Marianne, che l'afflusso di cemento, acciaio, filo spinato e altri materiali simili (del tutto introvabili nell'arcipelago) era insufficiente per adempiere al vasto programma di fortificazioni che il Gran Quartier Generale imperiale intendeva realizzare; sottolineò inoltre che tali deficienze costringevano le numerose guarnigioni sulle isole all'inattività.
L'11 giugno 1944 gli Stati Uniti dettero avvio all'operazione Forager, l'attacco alle Isole Marianne e più nello specifico a Saipan, Tinian e Guam. Al momento dell'offensiva Obata stava conducendo un'ispezione alle difese delle Palau: si affrettò per fare ritorno a Saipan (ove il 15 giugno erano sbarcati reparti di marines) ma dovette fermarsi a Guam; ridislocò il proprio quartier generale nella parte più orientale dell'isola, in corrispondenza di una depressione sul versante nord-orientale della collina Mantaguac, alta 37 metri e distante poco più di mezzo chilometro dal villaggio di Yigo: i giapponesi misero ai lavori forzati gruppi di Chamorros, la popolazione indigena, per lo scavo di un sistema di quattro grotte dove si sistemarono Obata e il suo stato maggiore. Le grotte aveva pareti in calcestruzzo spesse 1,20 metri, erano ampie e ben progettate. Il 28 luglio 1944, a pochi giorni dallo sbarco americano, il comandante della guarnigione tenente generale Takeshi Takashima rimase ucciso in combattimento; Obata, che in precedenza aveva rifiutato di sostituirlo sebbene più anziano, prese il comando della menomata guarnigione e ne guidò la metodica ritirata verso nord fino all'ultima linea di difesa, imperniata sulle colline di Mantaguac e di Santa Rosa. La linea fu raggiunta il 10 agosto da pattuglie della 77ª Divisione di fanteria americana che furono prese sotto il pesante fuoco delle postazioni giapponesi, iniziando l'ultima serie di scontri per Guam. Obata sapeva che ormai i combattimenti stavano volgendo al termine e trasmise un messaggio radio agli alti comandi in Giappone: "Con le forze rimanenti ingaggierò il nemico in una battaglia finale presso il Monte [sic] Mantaguac domani, l'11 agosto".
Il mattino dell'11 agosto un battaglione americano appoggiato da carri armati lanciò l'assalto alla collina e ne espugnò una parte; poi, con una forte copertura d'artiglieria, la fanteria discese nella depressione e con cariche esplosive fece crollare gli ingressi del posto di comando. Il tenente generale Obata eseguì molto probabilmente il suicidio rituale in un momento imprecisato del mattino, seguito dal suo stato maggiore. Il 15 agosto unità di genieri riaprirono i tunnel, dove furono rinvenuti più di sessanta cadaveri.
Il 30 settembre 1944 Obata ebbe la promozione postuma a generale d'armata.